# Roland Kaufhold
Roland Kaufhold (* 18. Oktober 1961 in Leverkusen) ist ein deutscher Sachbuchautor und Journalist.

## Leben
Im Jahr 2000 promovierte er an der Fakultät für Erziehungswissenschaften der Universität Hamburg zum Dr. phil. mit einer Studie über die emigrierten jüdischen Psychoanalytischen Pädagogen Bruno Bettelheim, Rudolf Ekstein und Ernst Federn.
Seine Forschungsschwerpunkte sind: Biographieforschung zu emigrierten jüdischen Psychoanalytischen Pädagogen und Psychoanalytikern, Geschichte, Theorie und Praxis der Psychoanalytischen Pädagogik, Antisemitismus, Emigrationsgeschichte und Rechtsradikalismus, Traumatisierungen und Bewältigungsformen, Shoah sowie Israel und jüdische Biographien, u. a. über Uri Avnery Kaufhold arbeitete bis 2016 als Sonderschullehrer und nun als Autor und Journalist, u. a. für die Jüdische Allgemeine, haGalil.com, Neues Deutschland, Störungsmelder, taz, Blick nach Rechts, Einsicht, Jungle World, Belltower.News und verschiedene psychoanalytische Zeitschriften.
Sein gemeinsam mit Judith Kessler herausgegebenes Buch über die emigrierte Psychoanalytikerin, Jüdin und Widerstandskämpferin Edith Jacobson wurde von Konkret zum Buch des Monats Februar 2016 ernannt. Ihm ist auch eine breitere Rezeption von Biografie und Werk Ernst Federns in Deutschland zu verdanken. 2020 erschien das von ihm (zus. mit A. Livnat und N. Engelhart) herausgegebene Buch Peter Finkelgruen: „Soweit er Jude war...“ Moritat von der Bewältigung des Widerstandes. Die Edelweißpiraten als Vierte Front in Köln. 2022 erschien sein Buch „Mich erfüllte ein Gefühl von Stolz. Ich hatte es geschafft.“ Peter Finkelgruen: Ein halbes Jahrhundert Leben als Jude in Deutschland.

## Veröffentlichungen (Auswahl)
- „Mich erfüllte ein Gefühl von Stolz. Ich hatte es geschafft.“ Peter Finkelgruen: Ein halbes Jahrhundert Leben als Jude in Deutschland. Books on Demand. Norderstedt 2022[10]
- (Hrsg., mit Andrea Livnat und Nadine Engelhart): Peter Finkelgruen: „Soweit er Jude war...“. Moritat von der Bewältigung des Widerstandes. Die Edelweißpiraten als Vierte Front in Köln. Herausgeber: Roland Kaufhold, Andrea Livnat und Nadine Engelhart. Books on Demand. Norderstedt 2020.[11]
- (Hrsg., mit Judith Kessler): Edith Jacobson: Gefängnisaufzeichnungen. Psychosozial-Verlag, 2015.
- (Hrsg., mit G. Hristeva): „Gewalttätigkeit verstehen“. Zum 100. Geburtstag des Psychoanalytikers und psychoanalytischen Sozialarbeiters Ernst Federn. In: Psychoanalyse – Texte für Sozialforschung, 2/2014.
- (Hrsg., mit B. Nitzschke): Jüdische Identitäten in Deutschland nach dem Holocaust. In: Psychoanalyse – Texte für Sozialforschung, 2/2014.
- (Hrsg.) Annäherung an Bruno Bettelheim. Matthias-Grünewald-Verlag, Mainz  1994, ISBN 3-7867-1734-6, OCLC 32176586
- Pioniere der psychoanalytischen Pädagogik: Bruno Bettelheim, Rudolf Ekstein, Ernst Federn und Siegfried Bernfeld. In: psychosozial 53, Psychosozial-Verlag, Gießen 1993, ISBN 3-930096-23-4, OCLC 66304728, S. 53–56.
- Bettelheim, Ekstein, Federn: Impulse für die psychoanalytisch-pädagogische Bewegung. Psychosozial-Verlag, Gießen 2001, ISBN 3-89806-069-1, OCLC 48400758
- Schwerpunktthema: Deutsch-israelische Begegnungen. Psychosozial-Verlag, Gießen 2001, ISBN 3-89806-083-7, OCLC 174573018
- Schwerpunktthema: Jüdische Identitäten in Deutschland nach dem Holocaust. Pabst Science Publi., Lengerich 2012, OCLC 794508068
- mit Ernst Federn: Versuche zur Psychologie des nationalsozialistischen Terrors: Material zum Leben und Werk von Ernst Federn. Psychosozial-Verlag, Gießen 2014, ISBN 3-932133-47-1, OCLC 43482747
- (Hrsg., mit David James Fisher): Psychoanalytische Kulturkritik und die Seele des Menschen. Essays über Bruno Bettelheim. Psychosozial Verlag, Gießen 2003.[12]
- (Mithg.): „So können sie nicht leben“ – Bruno Bettelheim (1903–1990). In: Zeitschrift für Politische Psychologie, H. 1–3/2003. Universität Hamburg, Fachbereich Psychologie.
- Uri Avnery: Ein Porträt, in: Avnery, U. (2003): Ein Leben für den Frieden. Heidelberg (Palmyra), S. 258–287, auch auf haGalil, 9. September 2013.
- Lebenslang im Widerspruch, von Roland Kaufhold, 10. September 2023 auf haGalil[13]